# Колбенки
Ко́лбенки (рос. Колбенки) — присілок у складі Юкаменського району Удмуртії, Росія.
Населення — 14 осіб (2010; 22 в 2002).
Національний склад (2002):
- росіяни — 68 %
- удмурти — 32 %